# Esclarmonde (opera)
Esclarmonde [ɛskɭaɾ'mɔːd] – opera romantyczna (opéra romanesque) Jules’a Masseneta w czterech aktach i ośmiu obrazach z prologiem i epilogiem, do libretta Alfreda Blau’a i Louis de Gramonta, oparta na średniowiecznej opowieści rycerskiej Parthénopéus de Blois. Opera miała swoją prapremierę 15 maja 1889 r. na scenie Opéra-Comique w Paryżu, w roli tytułowej wystąpiła Sibyl Sanderson (amerykańska sopranistka).
Esclarmonde jest zbliżona (w stylu i rozmachu) do muzyki Richarda Wagnera. Najbardziej znane były przedstawienia z lat 70. XX wieku w Ameryce z udziałem sopranistki Joan Sutherland.
Rola Esclarmondy stawia duże wymagania, żądając długich legat, tryli i staccata w wysokim registrze, skoków o wielkiej rozpiętości i siły, a przede wszystkim rozległego zakresu głosu. Stąd tylko nieliczne śpiewaczki operowe były w stanie podołać takim wymaganiom. Po początkowych sukcesach (ponad 100 przedstawień w ciągu pierwszego roku po prapremierze), opera ta była przyjmowana entuzjastycznie także w kilku innych miastach Europy (Bruksela, Genewa, Petersburg), ale później miała już tylko sporadyczne wznowienia i stopniowo popadła w zapomnienie. Obecnie jest wykonywana sporadycznie, zwłaszcza w wykonaniach koncertowych. W Polsce nie była wystawiona dotąd nigdy.

## Główne role
- Esclarmonda, córka cesarza Forkasa - sopran
- Parséїs, siostra Esclarmondy - mezzosopran
- Roland, rycerz, hrabia Blois - tenor
- Forkas, bizantyjski cesarz - bas
- Biskup Bloisu - baryton
- Cléomer, król francuski - baryton

## Streszczenie
Opowieść zbudowana wokół średniowiecznej legendy, dotyczy Esclarmondy, która, z woli swego ojca, legendarnego cesarza Bizancjum, Forkasa, zostaje jego następczynią na tronie gdy on sam abdykuje na jej rzecz. Warunkiem jej władzy jest, że dopóki nie osiągnie pełnoletności, jej twarz musi pozostawać przesłoniętą przed wszystkimi obcymi. Dopiero gdy osiągnie lat dwadzieścia, odbyć się ma w Bizancjum specjalny turniej rycerski, a zwycięzca otrzyma wtedy jej rękę i tron.
Esclarmonda jednakże boleje nad taką decyzją swego ojca, ponieważ zakochała się w młodym rycerzu, Rolandzie, którego to razu pewnego ujrzała gdy ten podróżował po jej kraju, i teraz myśli, że już nigdy więcej nie będzie jej wolno go ujrzeć. Aby przezwyciężyć ten zakaz i ponownie móc widzieć Rolanda, za namową swej siostry, Parseis, Esclarmonda używa mocy magicznej (przyuczona wcześniej do tajników wiedzy tajemnej przez swego ojca) i sprowadza Rolanda na magiczną wyspę, po czym sama żegna się z siostrą i, wzywając duchy ognia, powietrza i wody, przenosi się w magicznym rydwanie na magiczną wyspę aby widzieć ukochanego. 
Na wyspie magicznej Esclarmonde i Roland mają swe pierwsze spotkanie i Esclarmonda wyjawia mu swą miłość i przysięga, że będzie go odwiedzała każdego wieczoru, ale warunkiem jest, że nie wolno mu widzieć ani jej twarzy ani dociekać jej tożsamości. Gdy Roland zgadza się na te warunki, Esclarmonda należy no niego. Poniewczasie wyjawia mu ona, że kraj jego jest w niebezpieczeństwie, i sam król francuski jest oblężony przez saracenów w Blois i sytuacja jest tam ciężka. Wręcza mu więc magiczny miecz świętego Jerzego, którym będzie mógł ocalić swój kraj i ludzi i zwyciężyć wroga, a z tym mieczem Roland będzie niezwyciężonym jak długo pozostanie jej wierny. Roland wyrusza do Blois.
W Blois, król Cléomer prawie był gotów poddać się już Saracenom. Ale gdy przybywa tam Roland, który w jednej decydującej walce sam na sam pokonuje wodza Saracenów, król chce go za ten czyn wynagrodzić oddając mu rękę swojej córki. Roland jednakże odmawia, nie dając po temu żadnych wyjaśnień. Wieczorem, w swych prywatnych kwaterach, Roland rozmyśla, oczekując przybycia swojej ukochanej. Zanim ona się jednak pojawia, przybywa sam Biskup Bloisu, próbując dociec tej jego tajemnicy, nakłaniając go w końcu, pod wpływem gróźb, do złożenia świętej spowiedzi i wyjawienia całej prawdy przed Bogiem. Toteż Roland, aczkolwiek niechętnie, wyjawia mu wszystko co wie, swoich spodkaniach i swojej miłości do pięknej nieznajomej. Oburzony Biskup, który podejrzewa w tych spodkaniach wpływów sił nieczystych, odchodzi. Gdy jednak Esclarmonda pojawia się w pobliżu na umówione z Rolandem spotkanie, Biskup wychodzi nagle z ukrycia z całą zgrają odpustników i zaczyna odprawiać egzorcyzmy, i jest w stanie zerwać zasłonę z jej twarzy. Zdruzgotana i zawstydzona Esclarmonda czuje się być zdradzoną i oszukaną, oskarżając Rolanda że i on miał swój udział w podstępie Biskupa. A gdy Roland pragnie ją bronić swym mieczem przed dalszą napastliwością egzorcystów i udowodnić swą niewinność, jest już za późno: magiczny dar Esclarmondy rozpryskuje się mu w ręku. Podczas gdy Biskup dalej kontynuuje swe egzorcyzmy, Esclarmonda, wzywając duchy ognia, otacza się magicznym żarem i, przeklinając Rolanda, znika.
Gdy jej ojciec, Forkas, dowiaduje się o wypadkach, iż Esclarmonda potajemnie spotykała się z Rolandem łamiąc jego zakazy i warunki, w gniewie sprowadza ją samą przed swoje oblicze, a grążąc odebraniem jej przywilejów i mocy, żąda od niej aby albo wyrzekła się Rolanda na zawsze albo była świadkiem jego śmierci. Nie mając innego wyjścia, Esclarmonda, chcąc ocalić życie Rolandowi, z bólem serca, zgadza się go więcej już nie widzieć.
W Bizancjum ma miejsce planowany uprzednio turniej rycerski i ręka Esclarmondy ma przypaść zwycięzcy. Ale zrezygnowany Roland szuka w walce już nie zwycięstwa lecz śmierci. Jednakże to on sam, nie kto inny, waleczny i niezwyciężony Roland, odnosi zwycięstwo w tym turnieju i teraz pojawia się na dworze cesarskim, w pełnym uzbrojeniu i pod przyłbicą. Na zapytanie Forkasa kim jest, odpowiada: "zdesperowany" i odmawia przyjęcia nagrody, nie podejrzewając nawet, że nagroda (Esclarmonda) i jego nieszczęsna ukochana to jedno i to samo. Esclarmonda, ciągle z przesłoniętą twarzą, sama jednak natychmiast rozpoznaje Rolanda po głosie, a ponieważ to on jest zwycięzcą, jej ręka do niego teraz słusnie należy i wszystko kończy się szczęśliwie.

## Nagrania
- Esclarmonde (8 listopada 1974), nagranie "na żywo", San Francisco Opera, Living Stage 1110 (2 płyty CD)
- Esclarmonde (1975), studyjne, Decca. 475 7914 4 (3 płyty CD)
- Esclarmonde (11 grudnia 1976), nagranie "na żywo" transmisji radiowej z Metropolitan Opera
- Esclarmonde (28 listopada 1983): The Royal Opera House Covent Garden.
- Esclarmonde (październik/listopad 1992): Festiwal Masseneta w St. Etienne (Francja), Koch-Schwann 3-1269-2 (3 płyty CD)
- Esclarmonde (listopad 1992): Aleksandrina Pendatchanska (Esclarmonde), Teatro Regio di Torino; VHS Video Casette, nagranie spektaklu "na żywo", Premiere Opera Ltd. Video 2777 (NTSC).